# Bourreria baccata
Bourreria baccata là một loài thực vật thuộc họ Boraginaceae. Đây là loài đặc hữu của Jamaica.